# Коптев, Василий Ильич
Васи́лий Ильи́ч Ко́птев (1732—178?) — русский художник, из крепостных живописцев XVIII века; работал в команде вместе с Алексеем Бельским, Петром Фирсовым, Григорием Молчановым, Гавриилом Козловым, Федором Корнеевым, Дмитрием Михайловым, Филиппом Нестеровым, Андреем Поздняковым, Филиппом Трофимовым, под руководством И. Я. Вишнякова. Живописец Петербургской шпалерной мануфактуры.

## Биография
Первое упоминание о Коптеве относится к 1745 году, Василий проживал на Мясницкой улице в доме своего господина генерал-майора А. Ф. Томилова.
1750—1753 — принял участие в строительстве и росписи каменной Церкви святого Евпла (церковь Архидиякона Евпла), построенной на месте деревянной (согласно завещанию А. Ф. Томилова (умер в 1750 г.)).

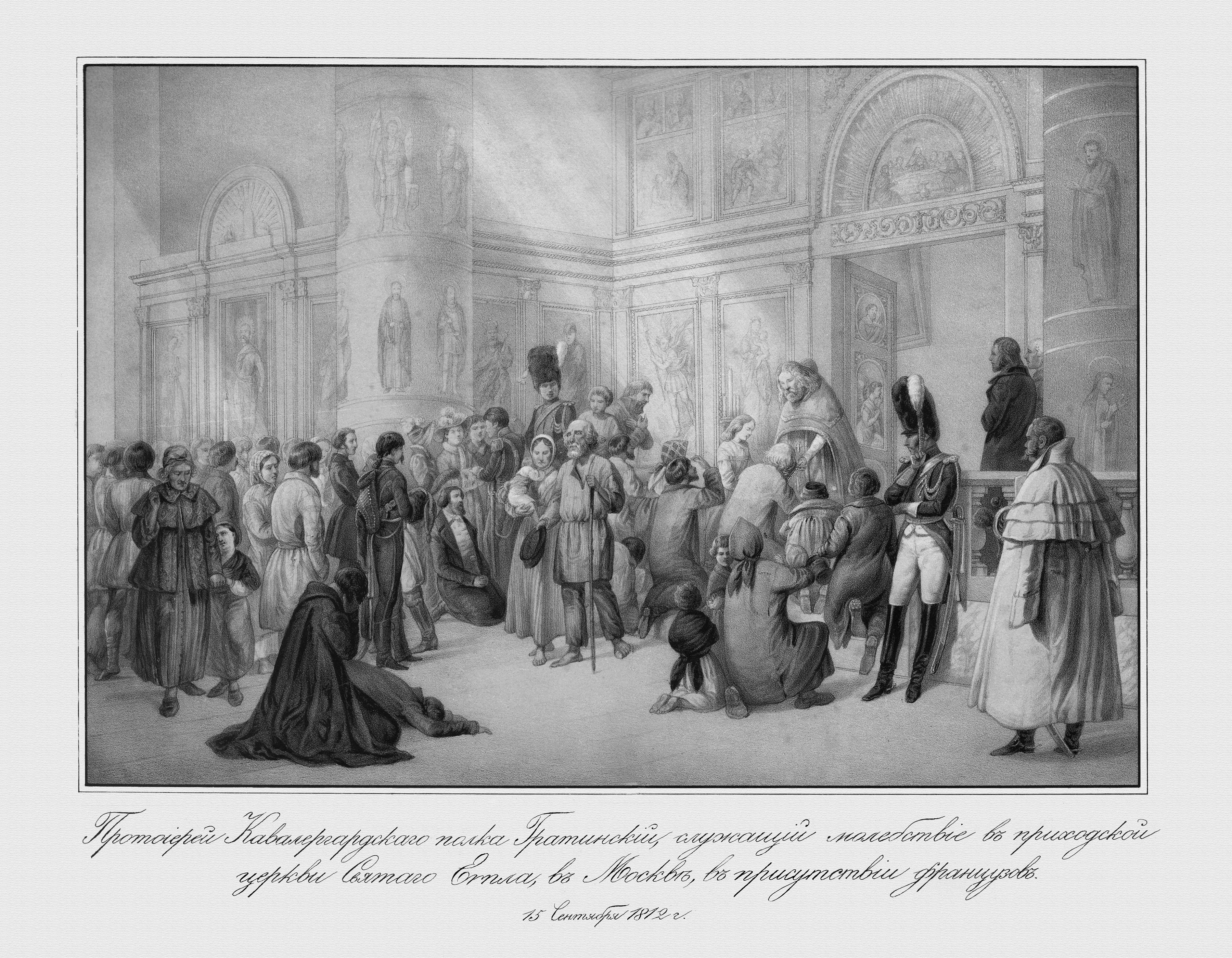
Внутренний вид церкви святого Евпла. «Русское духовенство и отечественная война 1812 года». Изд. Сытина. 1912. С. 52

Зачислен в Канцелярию от строений. В октябре 1756 года направлен в распоряжение Дж. Валериани.
1757—1758 — работал под руководством Антонио Перезинотти в составе большой группы живописцев, которые писали плафон и, вероятно, театральные декорации в Оперном доме при деревянном Зимнем дворце.
С мая по август 1760 года находился в Ораниенбауме, вместе с другими живописцами под руководством Ф. Градацци писал декорации для постановки в Оперном доме.
С мая по октябрь 1761 года — также числился «при живописной работе в ораниенбаумском оперном доме».
С 1762 — на Петербургской шпалерной мануфактуре. Упоминается в реестре устных повелений Петра III.
В 1777—1779 написал четыре живописные полотна (три из них подписаны и датированы) по гравированным рисункам Джузеппе Галли-Биббиена.

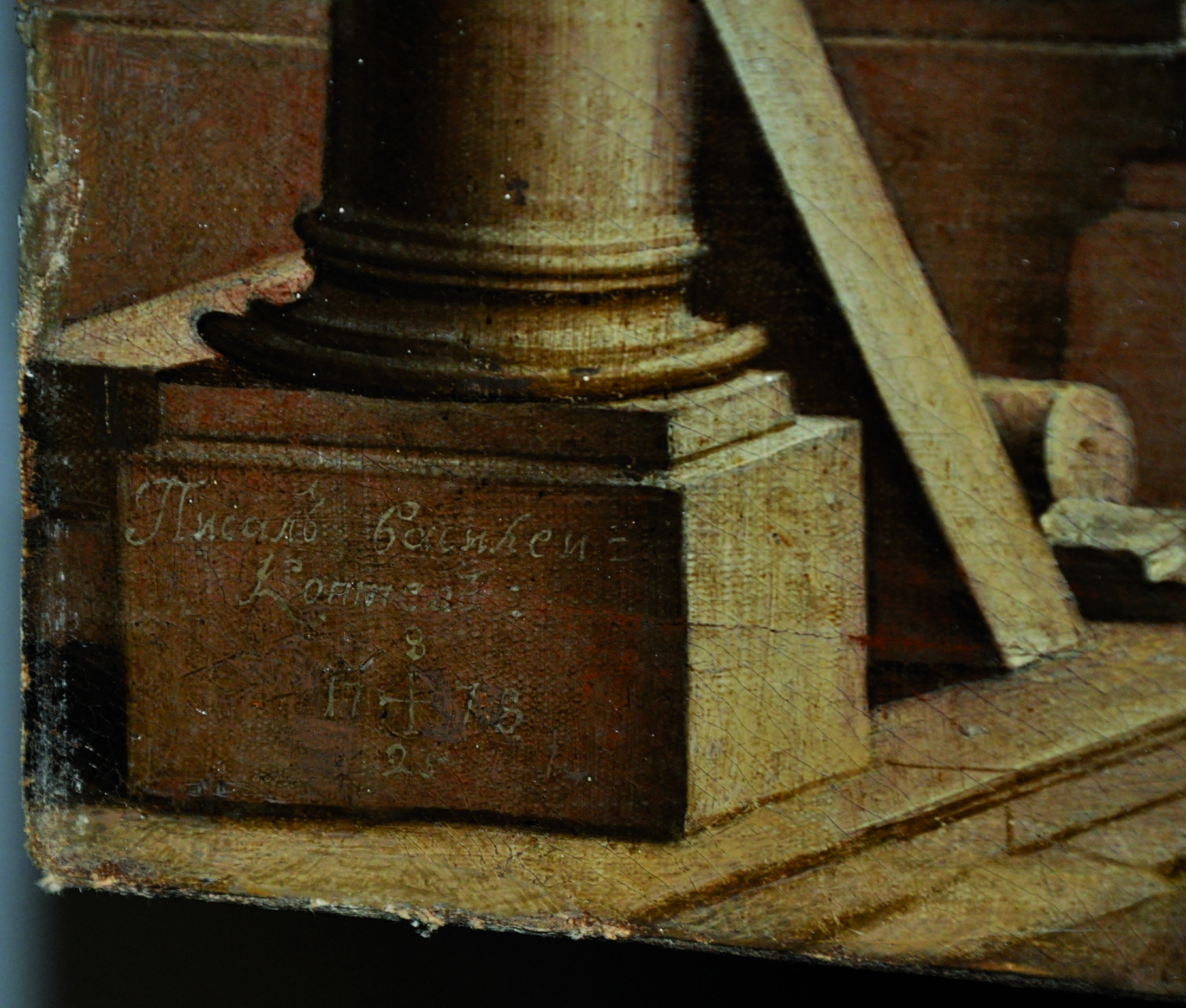
В. Коптев, подпись художника